# Sindrome dell'impostore
La sindrome dell'impostore (dall'inglese impostor syndrome, o anche impostor phenomenon) è un termine coniato nel 1978 dalle psicologhe Pauline Clance e Suzanne Imes per descrivere una condizione psicologica particolarmente diffusa fra le persone di successo, caratterizzata dall'incapacità di interiorizzare i propri successi e dal terrore persistente di essere smascherati in quanto "impostori". A dispetto delle dimostrazioni esteriori delle proprie competenze, le persone affette da tale sindrome rimangono convinte di non meritare il successo ottenuto. Esso viene tipicamente ricondotto a fattori quali la fortuna o il tempismo, oppure ritenuto frutto di un inganno o della sopravvalutazione degli altri.

## Descrizione
La sindrome dell'impostore non è attualmente riconosciuta tra i disturbi mentali descritti nel DSM (Manuale diagnostico e statistico dei disturbi mentali). Ciò nonostante, è stata resa oggetto di studio da parte di diversi psicologi. Tradizionalmente considerata come un tratto radicato nella personalità dell'individuo, è stata recentemente studiata e interpretata in quanto reazione a certi stimoli ed eventi.
Benché la maggior parte degli studi si sia concentrata sulle donne di successo, un recente studio ha messo in evidenza alcuni dati secondo cui la sindrome dell'impostore avrebbe una pari incidenza tra gli uomini. Inoltre, essa è stata comunemente associata all'attività accademica, essendo ampiamente riscontrata tra dottorandi e altri studenti di corsi avanzati.
Può essere correlata a quell'aspetto del cosiddetto effetto Dunning-Kruger, una distorsione cognitiva a causa della quale individui inesperti tendono a sopravvalutarsi, rifiutando di accettare la propria incompetenza e viceversa. Similmente a questa sindrome, persone competenti tendono a sminuire il proprio reale valore o considerare alla portata di chiunque altro le sfide che questi hanno vinto.